# Río Amazonas
El río Amazonas es un río de América del Sur que atraviesa Perú (nacimiento), Colombia y Brasil (desembocadura).
Es el río más largo y caudaloso del mundo, y contiene más agua que el Nilo, el Yangtsé y el Misisipi juntos, llevando en sí, cerca de una quinta parte del agua dulce en estado líquido del planeta.
El Amazonas tiene la cuenca hidrográfica más grande en el mundo, alrededor de 7,4 millones km2, incluso contando únicamente la región que atraviesa Brasil.
Estudios realizados por investigadores brasileños y peruanos en 2007 y 2008 apuntaban a que era el río de mayor longitud. En el año 2010, finalmente, se confirmó que era el río más largo del mundo, con 6400 km de longitud desde su nacimiento en la Quebrada de Apacheta, región de Arequipa (Perú).
En Brasil, el curso alto del Amazonas hasta llegar a la confluencia con el río Negro, es llamado Solimões; sin embargo, en Perú y Colombia, así como en el resto del mundo hispanohablante, el río es llamado Amazonas, desde la confluencia de los ríos Marañón y Ucayali en el Perú. El sistema fluvial Ucayali-Apurímac es considerado la principal fuente del Amazonas, con su origen, en el que es su principal afluente el arroyo glacial Carhuasanta que fluye de la montaña Mismi, en cuyas faldas se forma la quebrada ya mencionada y la que está localizada en el departamento de Arequipa.
El ancho del Amazonas es de entre 1.6 y 10 km (kilómetros) en su etapa baja, pero se expande (durante la temporada húmeda) hasta 48 km o más. El río entra en el océano Atlántico en un amplio estuario con 240 km de ancho.
La boca del sistema principal es de 80 km. Debido a sus vastas dimensiones, es a veces llamada el Río Mar. El primer puente en el sistema fluvial del Amazonas (sobre el río Negro) fue inaugurado el 24 de octubre de 2011 cerca de la ciudad de Manaos (Brasil).
El río proporciona grandes beneficios comerciales a ciudades amazónicas como
Iquitos,
Leticia,
Manaos y
Belém.
Las tribus tupí-guaraníes lo llamaban Paraná Guasú (‘gran pariente del mar’).

## Toponimia
La voz «Amazonas» proviene de «río de las Amazonas», dado al río Marañón por Francisco de Orellana luego de enfrentarse a una etnia local en la cual hombres y mujeres se defendían por igual. Orellana derivó el nombre del mito griego de las guerreras amazonas de Asia y África, narrado por Heródoto y Diodoro. Sin embargo, es muy probable que la palabra Amazonas fuera una deformación por falso amigo paronomásico de una palabra indígena cuya pronunciación a oídos españoles era semejante a «amazonas», palabra indígena que significaba ‘rompedor de embarcaciones’; esto especialmente entre los marayoaras, que podían observar el tremendo macareo (pororoca) que este río provoca al contactar en su desembocadura con el océano Atlántico.
Antes de la conquista, el río no tenía un nombre único; por el contrario, los indígenas nombraban indistintamente a las diferentes secciones con voces como Paranaguazú (‘gran pariente del mar’), Guyerma; Solimões, etc.
En 1500, Vicente Yáñez Pinzón, comandante de una expedición de exploración española, se convirtió en el primer europeo en aventurarse por el río luego de descubrir que sus aguas eran navegables y bebibles. Pinzón llamó al curso de agua el «río Santa María de la Mar Dulce», que finalmente fue abreviado a «Mar Dulce» (nombre que también se dio en esas épocas al Río de la Plata).
Durante algunos años posteriores a 1502 también se le conoció como río Orellana y río Grande. Los compañeros de Pinzón bautizaron al desaguadero como río Marañón, voz de probable origen indígena. Es posible también que el nombre derive del español maraña, en representación de las enormes dificultades que aquellos hombres encontraron al explorar el área. En todo caso, la designación ha persistido hasta nuestros días en el del Estado brasileño de Maranhão y en el del río homónimo en el Perú.

## Curso del río

### Nacientes y curso alto
La fuente más alta y lejana del Amazonas ha sido ubicada en la Cordillera Chila, en las faldas del nevado Mismi, en la provincia de Arequipa (Perú).
Entre los diversos nombres que recibe el río Amazonas a lo largo de su curso, destacan, sucesivamente, los siguientes:
Lloqueta,
Apurímac,
Ene,
Tambo,
Ucayali,
Marañón y
Amazonas.

### Curso medio
Cuando el río entra en Brasil pasa a denominarse río Solimões durante un buen tramo. Luego vuelve a adoptar el nombre de río Amazonas en la confluencia con el río Negro. Luego de la confluencia entre el Apurímac y el Ucayali, el río deja atrás el territorio andino y entra en una planicie aluvial inundable y suavemente ondulada. Recorre también la frontera peruano-colombiana y después hace frontera tripartita con Brasil
Ya en Brasil, el río Negro une su caudal al Amazonas lodoso, observándose el contraste notorio de colores de las aguas, que prácticamente no se entremezclan durante unos 230 km, debido a la diferencia de densidades y de temperatura y, sobre todo, a la similar profundidad y velocidad de las dos corrientes fluviales en el punto de confluencia.[cita requerida]
En algunos puntos, por largas distancias, el río se divide en dos cursos principales con canales laterales conectados por un complicado sistema de riachos, que cortan las islas Igapo (que rara vez superan los 5 m de elevación sobre la mínima cota en islotes menores). En las angosturas de Óvidos, a 600 km del mar, el río se estrecha, discurriendo en una única corriente de 1.6 km de ancho y 300 m de profundidad, con una velocidad promedio de 7 km/h.
Desde la isla de Canaria en la Gran Curva hacia el río Negro. 1000 km corriente abajo, solo se encuentran tierras muy bajas, similares a las de la desembocadura. Vastas extensiones del terreno están completamente anegadas, incluso profundamente, asomando por sobre el agua solo las copas de los árboles.

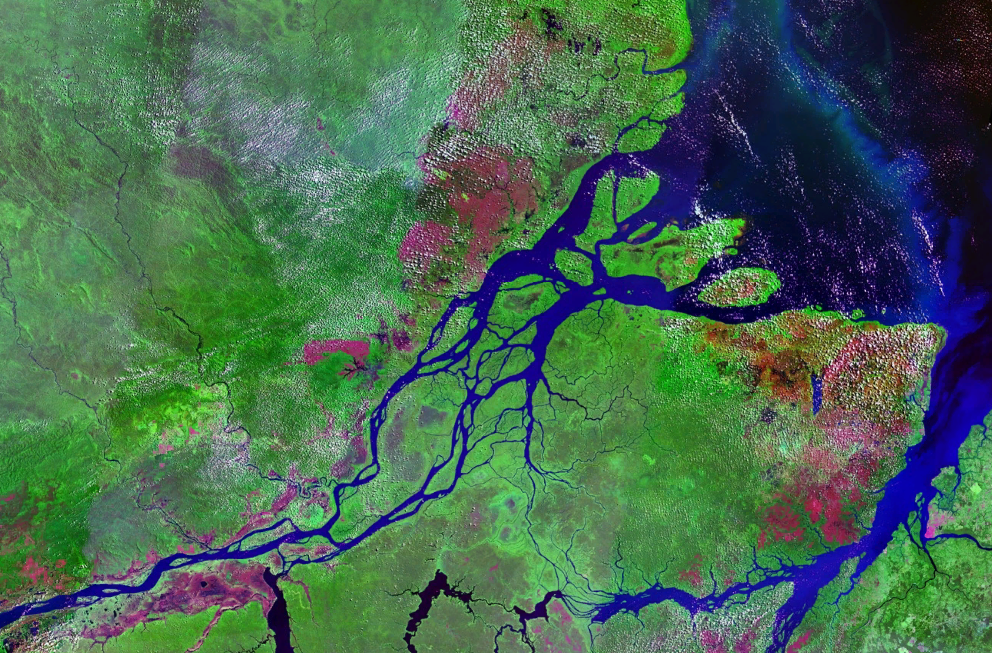
Desembocadura del Amazonas en una foto de satélite tomada en 1990.

Solo un 10 % del agua transportada por el río penetra en la poderosa corriente de Óbidos, muy poco de la cual se origina en la pendiente Norte del valle. El área de drenaje del Amazonas al oeste de Óbidos es de unos 5 millones de kilómetros cuadrados y hacia el este, de 1 millón de kilómetros cuadrados (aproximadamente un 20 %).

### Curso inferior
En el curso inferior del río, la orilla norte consiste en una serie de abruptas mesetas que se extienden por unos 240 km desde el margen opuesto a la desembocadura del río Xingú (en español pronunciase Shingu o Šingu) hasta Monte Alegre.
Estas estructuras están cortadas en forma de terrazas. Monte Alegre alcanza una altura de varios cientos de metros. En la margen meridional, sobre el río Xingú discurre una línea casi interrumpida de barrancas bajas que bordean la planicie aluvional y se extienden casi hasta Santarém. El conjunto es una sucesión de grandes curvas que finalmente tuercen hacia el suroeste y se funde con las colinas que forman el margen aterrazado del valle del río Tapajós (o, mejor, Tapaŷós).

### Desembocadura
Desde cerca de la desembocadura del río Negro hasta Serpa, en la margen opuesta al río Madeira, las orillas del Amazonas son bajas, comenzando a elevarse en las cercanías de Manaos, formando colinas suaves. En Óbidos, el sistema evoluciona hasta transformarse en una barranca de 17 m rodeada de colinas bajas. El bajo Amazonas podría haber sido en el pasado un golfo en el océano Atlántico, cuyas aguas erosionaron las colinas cercanas a Óbidos.

### Longitud del curso

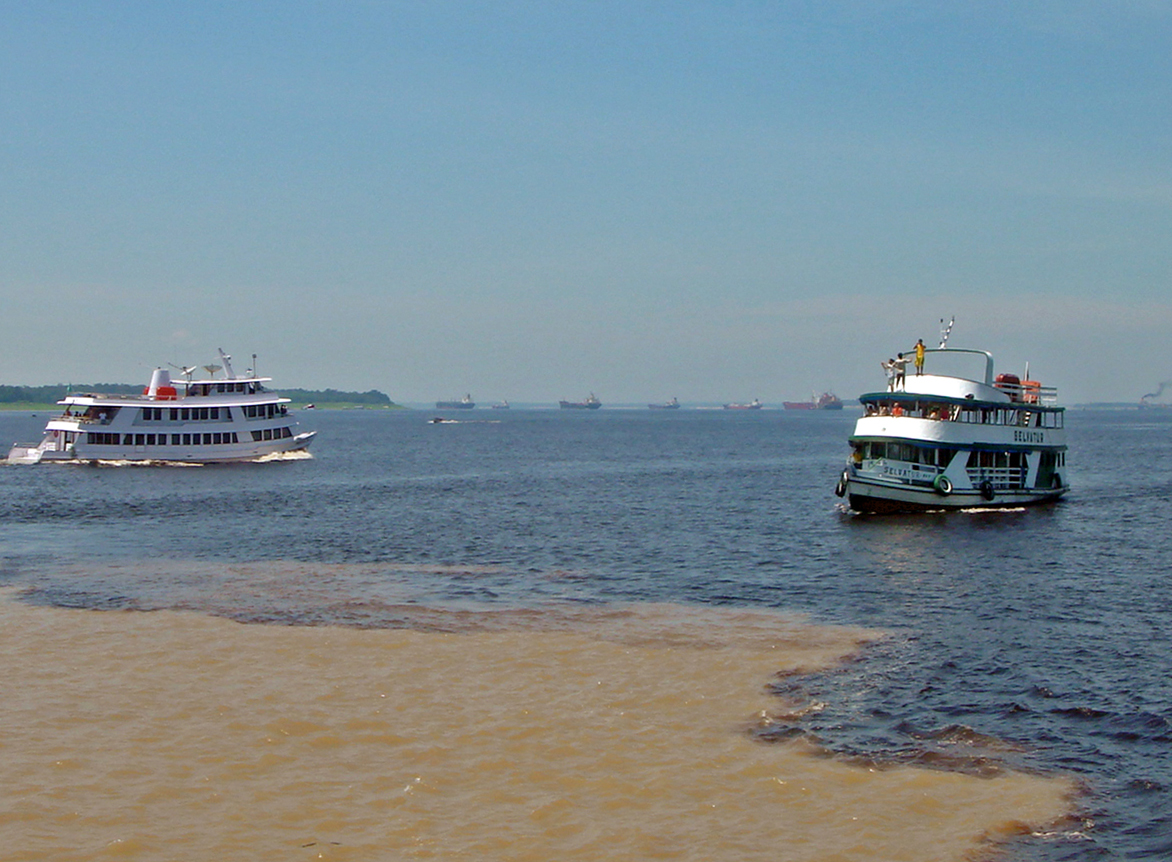
«Encuentro de las Aguas», la confluencia de los ríos Negro y Amazonas (tramo llamado Solimões en Brasil) en Manaos, a 1600 km del Atlántico

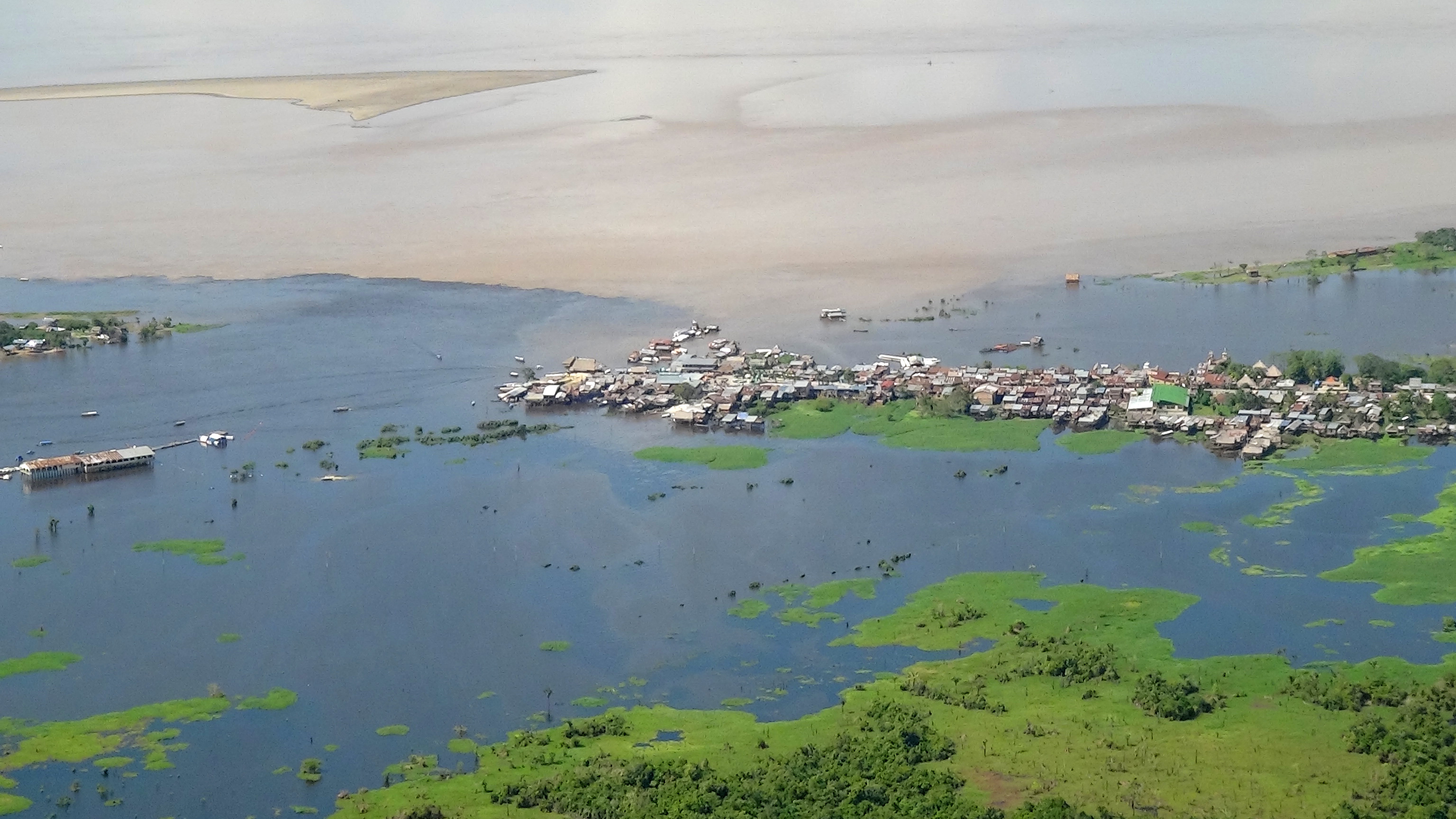
La «Unión Serpential de las Aguas», cerca de Bellavista-Nanay en Iquitos, es la confluencia del río Nanay, de aguas más oscuras, con las del río Amazonas, más claras.

Tradicionalmente se asigna al Amazonas el segundo puesto en longitud total, detrás del Nilo, aunque no ha existido nunca un consenso generalizado sobre cuáles son los puntos de medición aceptables. Las últimas investigaciones, añaden unos 740 km (kilómetros) más el cauce, lo que lo colocaría definitivamente en el primer puesto de la clasificación de ríos más largos del planeta.
Según las mediciones más conservadoras, el río tiene unos 6762 km de largo. Sin embargo, una expedición peruano-brasileña en el año 2007 ha calculado 6800 km.
Presenta secciones de gran variabilidad en el cauce. En la desembocadura la distancia de una ribera a la otra es de cerca de 330 km, medidos entre Cabo do Norte a Punto Patijoca e incluyendo la isla de Marajó (pronúnciese [marashó]), del tamaño de Dinamarca y el delta del río Pará (tramo final del río Tocantins), de unos 60 km de ancho. La distancia de las bocas del Amazonas, formadas por una especie de delta disimulado por la acción de las mareas y de las corrientes marinas, es de unos 100 km aproximadamente.
Actualmente, por recientes informes de investigaciones, la Sociedad Geográfica de Lima, respaldada por entidades de la comunidad científica internacional, puso fin a la polémica sobre el origen del río Amazonas al determinar que nace en los Andes del sur de Perú y es el más largo del mundo, superior al río Nilo en más de 40 km.
Desde su nacimiento en la quebrada Apacheta, en las faldas del nevado Quehuisha, en el departamento de Arequipa, a 5170 m s. n. m., hasta su desembocadura en el Atlántico tras recorrer Perú, Colombia y Brasil, alcanza una longitud de 7062 km. La cuenca del Amazonas abarca ocho países de Sudamérica: Brasil, Bolivia, Perú, Ecuador, Colombia, Venezuela, Guayana Francesa, y Surinam. Esto lo hace 391 km más largo que el Nilo, en África, que se extiende por 6671 km, según dijeron el experto Zaniel Novoa, de la Sociedad Geográfica Limeña, y el periodista y explorador polaco Jacek Palkiewicz, quien en 1996 encabezó una expedición multinacional hacia la naciente del Amazonas. Se llegó a establecer esa medición, que al cabo de 12 años fue validada por importantes entidades de la comunidad científica internacional. Entre ellas figuran la Sociedad Geográfica de Londres, la Academia de Ciencias de Rusia y el Instituto Brasileño de Pesquisas Espaciales.

## Pendiente
Salvo por su extremo occidental, la gran mayoría del curso de este río presenta una pendiente sumamente baja. Por ejemplo, desde Iquitos hasta su desembocadura en el Océano Atlántico baja tan solo a 106 m s. n. m. y en ese mismo tramo el río recorre 3646 km.

## Acuífero bajo el río Amazonas
Se ha propuesto que el río Amazonas constituye solo el sistema fluvial de la cuenca del Amazonas, mientras que el río Hamza, que es más ancho pero mucho más lento, constituiría el flujo de agua subterránea.

### Pororoca

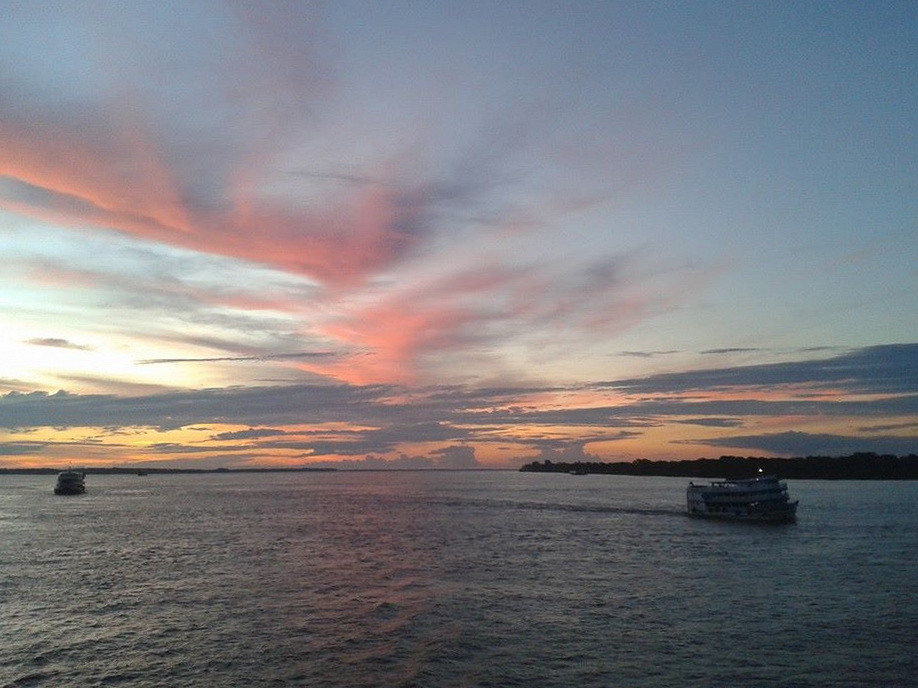
Río Amazonas, entre la frontera de los dos estados más grandes de Brasil, Amazonas y Pará

Siguiendo la costa, ligeramente al norte del cabo del Norte y por 160 km, existe un cinturón de islas semisumergidas y bancos de lodo superficiales. De esta particular geografía, cuya profundidad no supera los 7 m, nace el fenómeno de la pororoca, una marejada que avanza con un rugido de intensidad creciente, a unos 15 a 25 km/h, formando una pared de agua de 1.5 a 4 m de altura. Esta dinámica es la razón de la ausencia de delta anteriormente mencionada: el océano rápidamente arrastra, durante el reflujo o bajamar, el vasto volumen de lodo acumulado, impidiendo parcialmente la formación de islas intermedias.

## Caudal
El Amazonas transporta más agua que el Misisipi, el Nilo y el Yangtsé juntos; su área de drenaje o cuenca es asimismo la mayor del mundo.
El volumen de agua llevado hacia el océano Atlántico es enorme: con un promedio anual de 230 000 m³/s (metros cúbicos por segundo), alcanza hasta 300 000 m³/s en la temporada lluviosa. En efecto, el Amazonas es responsable de la quinta parte de toda el agua dulce incorporada a los océanos de la Tierra. Además, esa agua es perfectamente potable mar adentro de la desembocadura, hasta una distancia desde la cual la costa ya no es visible. La salinidad del océano Atlántico es notablemente inferior en un radio de varios miles de kilómetros alrededor de aquel punto hacia el norte de su desembocadura: cabe recordar que en esta zona las corrientes marinas traen el agua salada hacia la desembocadura y no al revés.

### Extensión de la cuenca y su retroalimentación pluvial

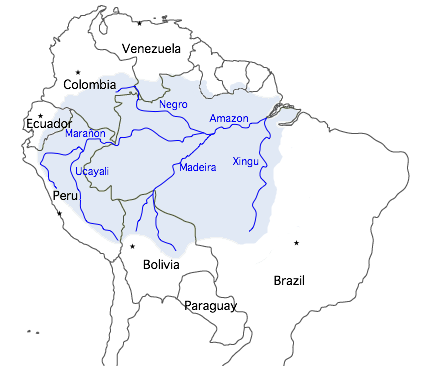
Curso del Amazonas, algunos afluentes y extensión aproximada de su cuenca

El área o cuenca de drenaje del río es de aproximadamente 7 050 000 km², un 40 % de la de América del Sur. Sus nacientes se extienden desde los 5° de latitud Norte hasta los 15° de latitud Sur. Recorre la selva cálida y húmeda (una pluviselva) más grande del planeta, Amazonia o selva amazónica. La pluviselva amazónica (hasta el inicio del actual recalentamiento global) se viene caracterizando por sus casi constantes lluvias convectivas, esto es: el gran caudal de agua que el calor solar evapora desde la superficie de la cuenca imbrífera del Amazonas, asciende a gran altitud precisamente por las corrientes térmicas (corrientes verticales de aire caliente) hasta que, al llegar a zonas altas de la atmósfera, más frías, se condensa en gotas y éstas casi inmediatamente se transforman, sobre la misma cuenca, en copiosas lluvias, lo cual forma un ciclo natural de retroalimentación hídrica.

### Dinámica aluvional

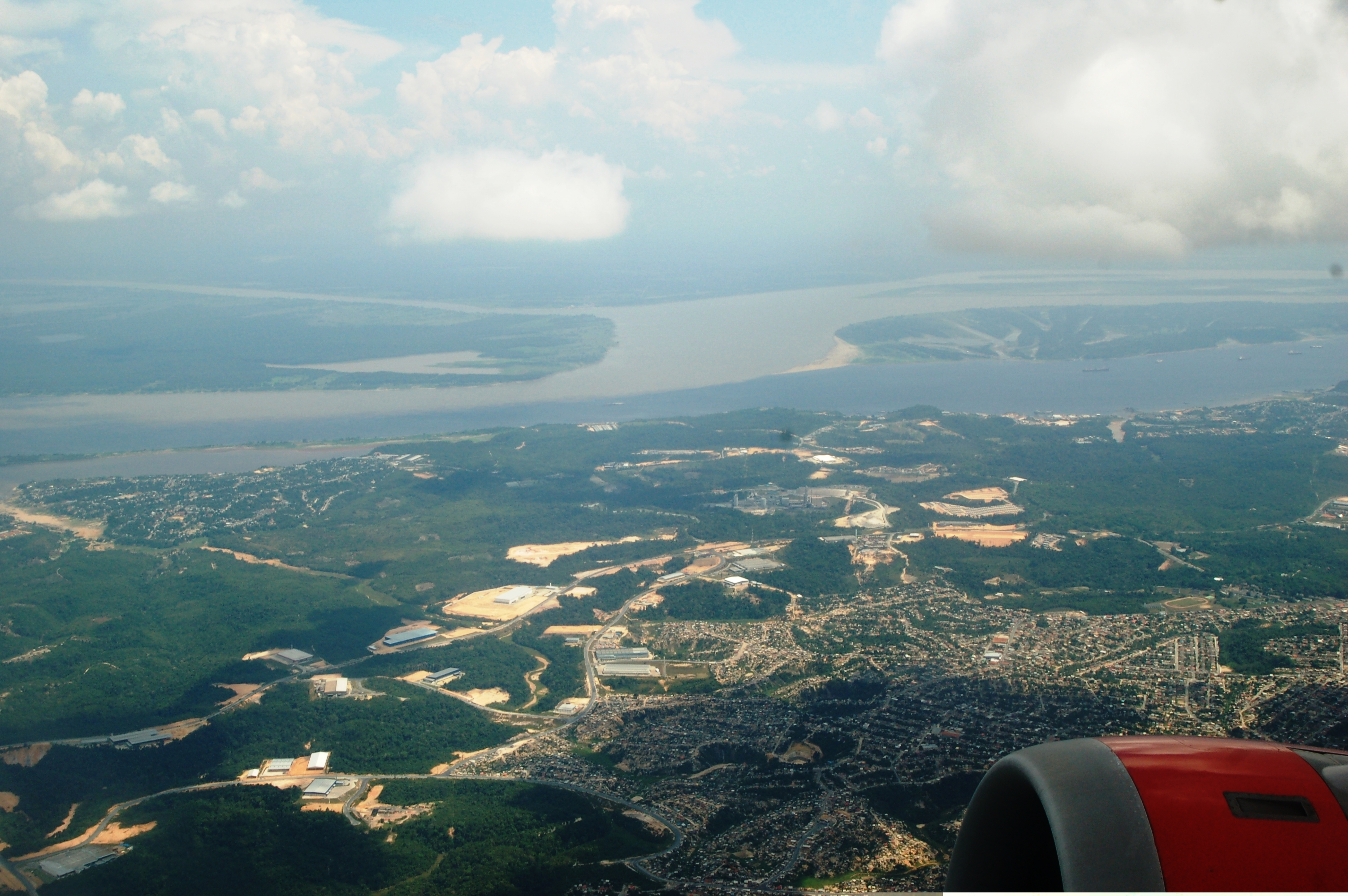
El «Encuentro de las Aguas», cerca de Manaos, es la confluencia del río Negro, de aguas más oscuras, con el río Solimões (como es llamado el río Amazonas en Brasil en ese tramo), de aguas más claras.

Las lluvias estacionales dan origen a grandes inundaciones a lo largo del curso del río y sus tributarios. La profundidad promedio en el pico de la estación lluviosa es de unos 40 m y el ancho promedio es de unos 40 km. Esta se inicia en noviembre y va hasta junio, para luego decrecer a fines de octubre. La crecida del río Negro es parcialmente asincrónica: la estación lluviosa no comienza en este valle sino hasta febrero o marzo. Para junio se encuentra en su punto culminante, y comienza el descenso de las aguas en consonancia con el Amazonas. El río Madeira presenta un desfasaje de dos meses, comenzando a crecer en septiembre e iniciando la retirada en abril.
La abundancia de agua en el sistema amazónico se debe al hecho de que gran parte del territorio se encuentra ubicado en la zona de convergencia intertropical, donde la caída de lluvias es máxima. Asimismo la región se halla en el área de intercambio de vientos donde la humedad del océano Atlántico es empujada hacia el oeste y finalmente forzada a ascender sobre los Andes. Este ascenso enfría las masas de aire, creando lluvias intensas que se precipitan a lo largo de una superficie enorme, proceso sin parangón a nivel mundial.
La suave planicie aluvial (llamada vargem) que constituye la mayor parte del territorio por donde corre el río, queda cubierta con hasta 15 m de agua. El nivel en Iquitos es de 6 m, en Teffe, 15 m, en Óbidos, 11 m y en Pará 4 m sobre el nivel fluvial mínimo que caracteriza la estación seca.

### El sistema del Amazonas y sus afluentes
El sistema fluvial del Amazonas tiene más de 1000 ríos tributarios de importancia,
siendo más de 25 los ramales que superan los 1000 km de longitud. Se suele considerar que el río Amazonas nace nominalmente cerca de Nauta en el Perú, en la confluencia de los ríos Marañón y Ucayali, aunque al llegar a la triple frontera, al entrar en territorio brasileño tiene un tramo que se conoce como río Solimões, que llega hasta la confluencia con el río Negro, en Manaos. Aguas abajo vuelve a recuperar el nombre de río Amazonas. Por ello, para facilitar la localización de los afluentes, se ha dividido el sistema fluvial del río Amazonas en cinco tramos: Ucayali, Marañón, Amazonas, Solimões, Amazonas. Además, se ha añadido el ramal desdoblado del río Pará, para recoger la cuenca del río Tocantins, que en puridad, no es un afluente del Amazonas, aunque en algunas ocasiones se añade. En la tabla se señalan los afluentes con una (d) a los situados al sur, esto es, aguas abajo sobre el margen derecho, y con una (i) los situados al norte, esto es aguas abajo sobre la margen izquierda del río.

## Historia

### Presencia humana precolombina

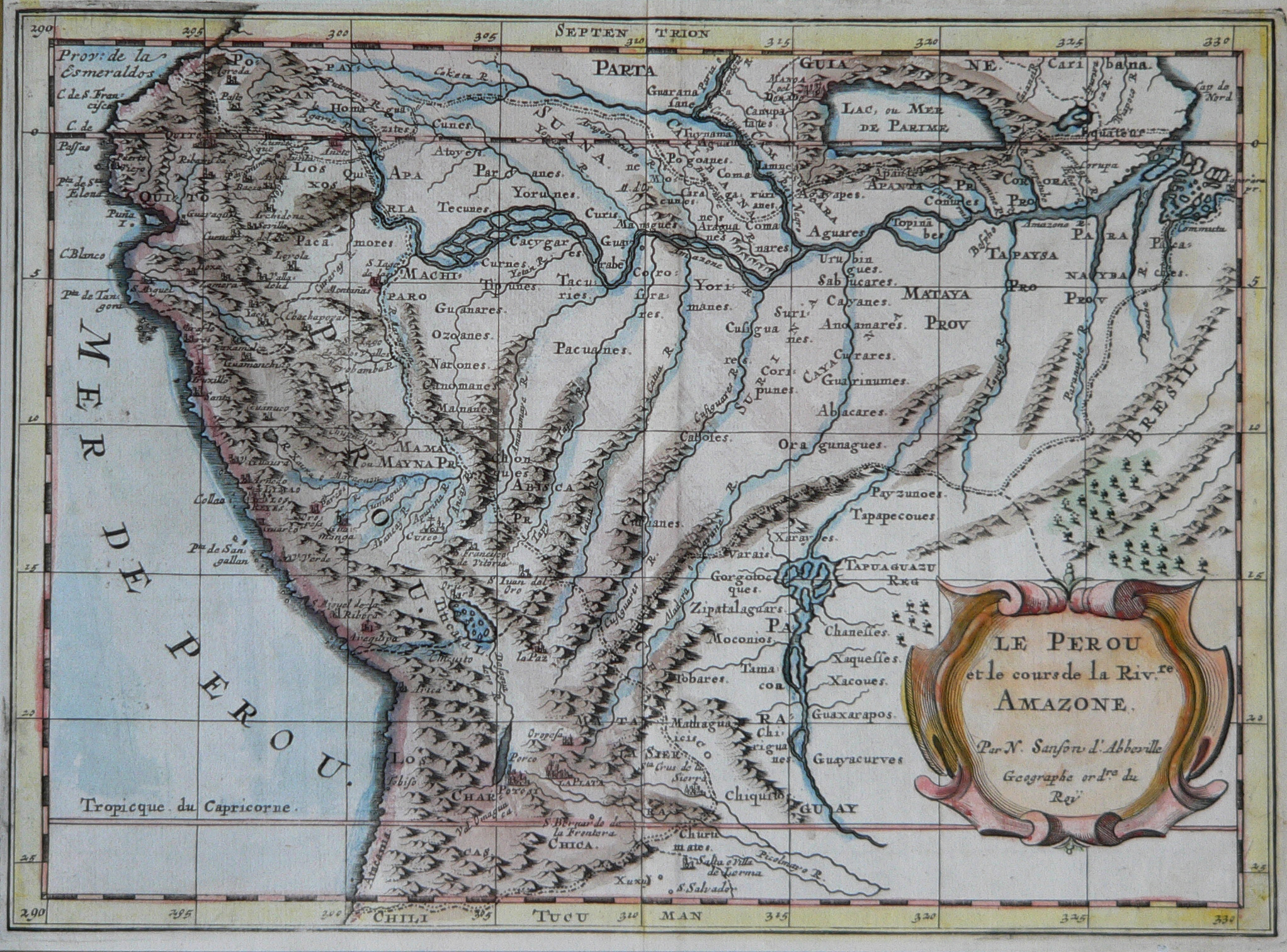
Mapa de Nicolas Sanson d’Abbeville (1600-1667)

Las orillas del Amazonas y sus afluentes tienen una larga historia de asentamientos humanos. Contrario a la creencia popular, en el bosque lluvioso del Amazonas existieron sociedades sedentarias. Muchas de estas poblaciones vivían a lo largo de los ríos blancos, en donde tenían medios de transporte, pesca y suelos fértiles que creaban, como la famosa «tierra negra» de gran fertilidad en planicies de inundación que utilizaban para la agricultura. Durante el primer siglo de la llegada de los europeos los asentamientos nativos fueron diezmados rápidamente debido a los virus que previa e inconscientemente trajeron, junto con sus animales.
Las investigaciones de Michael Heckenberger sobre la información de los kuikoro han arrojado información sobre yacimientos arqueológicos que ha interpretado como poblaciones amuralladas de hasta 50 000 habitantes, con caminos, tierras de cultivo y creación de terra preta y otros avances tecnológicos que habrían hecho posible la vida urbana en la selva.

### Primeras exploraciones europeas
El primer europeo que navegó en las cercanías del estuario del Río Amazonas fue Américo Vespucio en el 1499.
Después los españoles Vicente Yáñez Pinzón y Diego de Lepe exploraron las islas que forman parte del enorme estuario.

#### Expedición de Orellana (1541-1542)
El primer descenso del Amazonas desde los Andes por europeos fue realizado por Francisco de Orellana en 1541.
Francisco de Orellana partió desde Quito. Orellana y sus hombres sostuvieron varios combates con las tribus belicosas que salían a su paso, sufriendo así varios contratiempos.
Al pasar el tiempo, día a día los expedicionarios iban muriendo, los abastecimientos se iban agotando, hasta no tener ni qué comer. Era ya diciembre y la mayoría de los expedicionarios se dieron cuenta de que la expedición no llegaría al lugar que se buscaba, por lo que comenzaron a sublevarse, pero la caravana perseveró.
Orellana siguió río abajo. Al cabo de siete meses y un viaje de 4800 km, en los que navegó río abajo por el río Napo, el río Trinidad (¿río Jurua?), el río Negro (bautizado por Orellana) y el Amazonas descubierto el 12 de febrero de 1542, llegó a su desembocadura (26 de agosto de 1542), y desde allí se dirigió costeando a Nueva Cádiz en Cubagua (actual Venezuela). La Victoria, llevando a Orellana y Carvajal, bordeó la isla Trinidad (actual Trinidad y Tobago) por el sur y quedó varada en el golfo de Paria durante siete días, llegando finalmente a Cubagua el 11 de septiembre de 1542.
Fue en este viaje en el que el Amazonas adquirió su nombre. Cuentan que la expedición fue atacada por feroces mujeres guerreras el 24 de junio de 1542, similares a las amazonas de la mitología griega.
Sin embargo, las crónicas del Padre Gaspar de Carvajal, cronista de Orellana deja muy claro que los indígenas que les combatieron estaba liderados por mujeres de piel blanca:

«… ellos [los atacantes] son subjectos y tributarios a las amazonas, y sabida nuestra venida, vanles a pedir socorro y vinieron hasta diez o doce, que éstas vimos nosotros, que andaban peleando delante de todos los indios como capitanas, y peleaban ellas tan animadamente que los indios no osaban volver las espaldas, y al que las volvía, delante de nosotros los mataban a palos, y esta es la causa por donde los indios se defendían tanto. Estas mujeres son muy blancas y altas y tienen muy largo el cabello y andan desnudas en cuero, tapadas sus vergüenzas, con sus arcos y flechas en las manos, haciendo tanta guerra como diez indios…»[cita requerida]

Del interrogatorio a indios que habían apresado los españoles, el Padre Carvajal detalla con la precisión de un escribano de juzgado:

«El capitán [Orellana] le preguntó [a un cacique] qué mujeres eran aquellas: el indio dijo que eran unas mujeres que residían la tierra adentro siete jornadas de la costa, y por ser el señor Couynco sujeto a ellas, habían venido a guardar la costa. El capitán le preguntó si esas mujeres estaban casadas: el indio dijo que no. […] El capitán le preguntó si estas mujeres eran muchas: el indio dijo que sí, y que él sabía por nombre setenta pueblos… y que en algunos de ellos había estado».

«El capitán le preguntó si estas mujeres paría; el indio dijo que sí. El capitán dijo que cómo, no estando casadas, ni residía hombre entre ellas, se empreñaban: él dijo que estas indias participan con indos en tiempos, y que cuando les viene aquellas ganas juntan mucha copia de gente de guerra y van a dar la guerra a un gran señor que reside y tiene su tierra junto a las déstas de estas mujeres, y por fuerza los traen a su tierra… y que después que se hallan preñadas, les tornan a enviar a su tierra sin les hacer otro mal; y después, cuando viene el tiempo que ha de parir, que si paren hijo lo matan o le envían a sus padres, y si hija, la crían con gran solemnidad y la imponen de las cosas de la guerra».[cita requerida]

#### Expedición de Texeira (1638-1639)

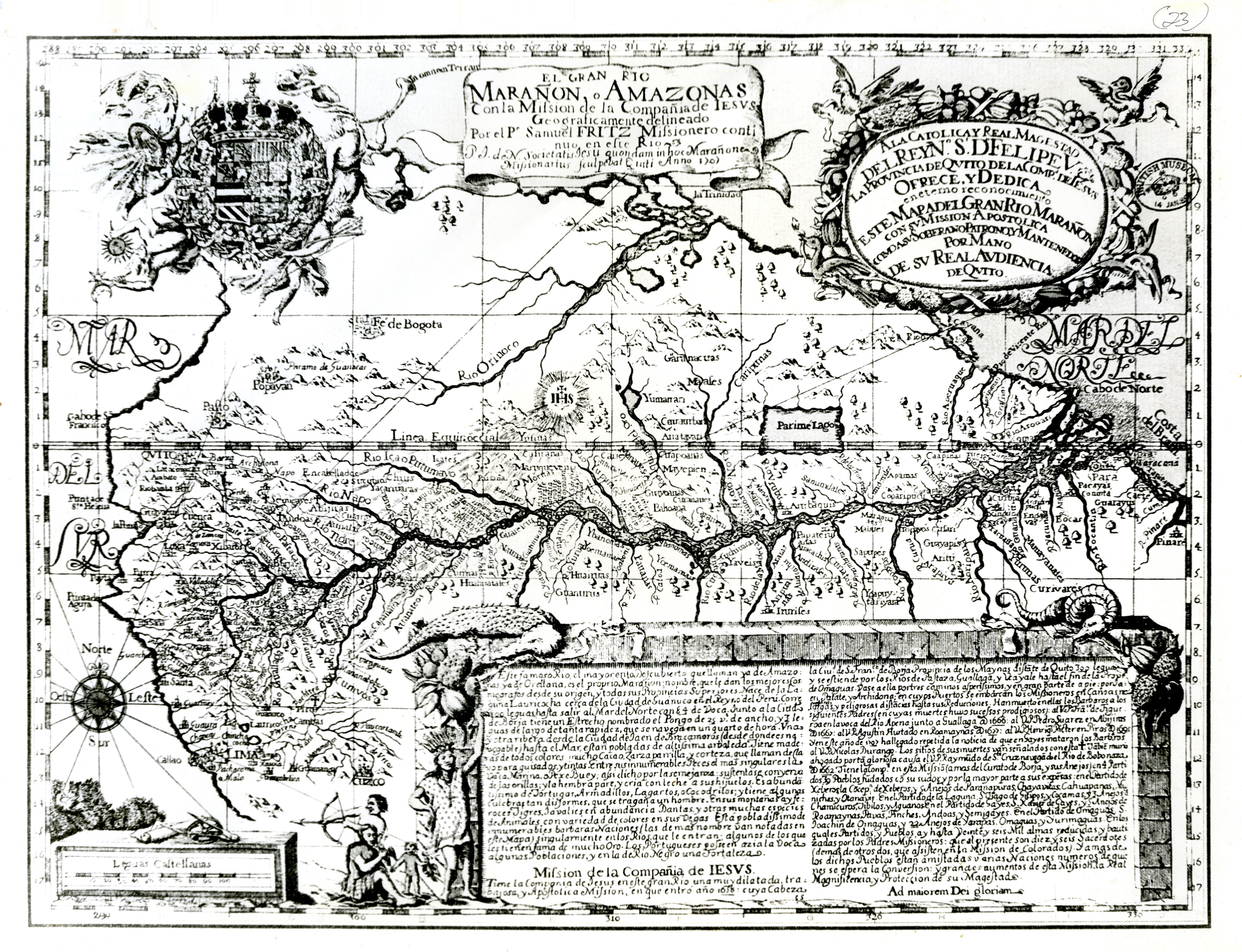
Mapa de la Real Audiencia de Quito hacia 1707 en el establecimiento de los recorridos fluviales del Amazonas conocidos

El primer ascenso del río por un europeo fue en 1638 por Pedro Teixeira, portugués, quien invirtió la ruta de Orellana y alcanzó Quito a través del río Napo. Regresó en 1639 con los padres jesuitas Cristóbal de Acuña y Artieda, delegados del virrey del Perú para acompañar a Teixeira.
La descripción de las mujeres guerreras en la relación del Padre Carvajal es reafirmada por el padre Acuña, que repitió el mismo trayecto cerca de un siglo después. Describe en varias páginas a las amazonas y se basa para hacerlo en el testimonio de indios Tupinambá:

«Con su dicho también de estos tupinambás, confirmamos las largas noticias que por todo ese río traíamos de las afamadas amazonas… Los fundamentos que hay para asegurar provincia de amazonas en esto son tantos y tan fuertes que sería faltar a la fe humana el no darles crédito». … «…en que una de las principales cosas que se aseguran era el estar poblado de una provincia de mujeres guerreras, que sustentándose solas sin varones, con quienes no más de ciertos tiempos tenían cohabitación, vivían en sus pueblos, cultivando sus tierras, y alcanzando con el trabajo de sus manos todo lo necesario para su sustento».[cita requerida]

## Geografía humana y económica

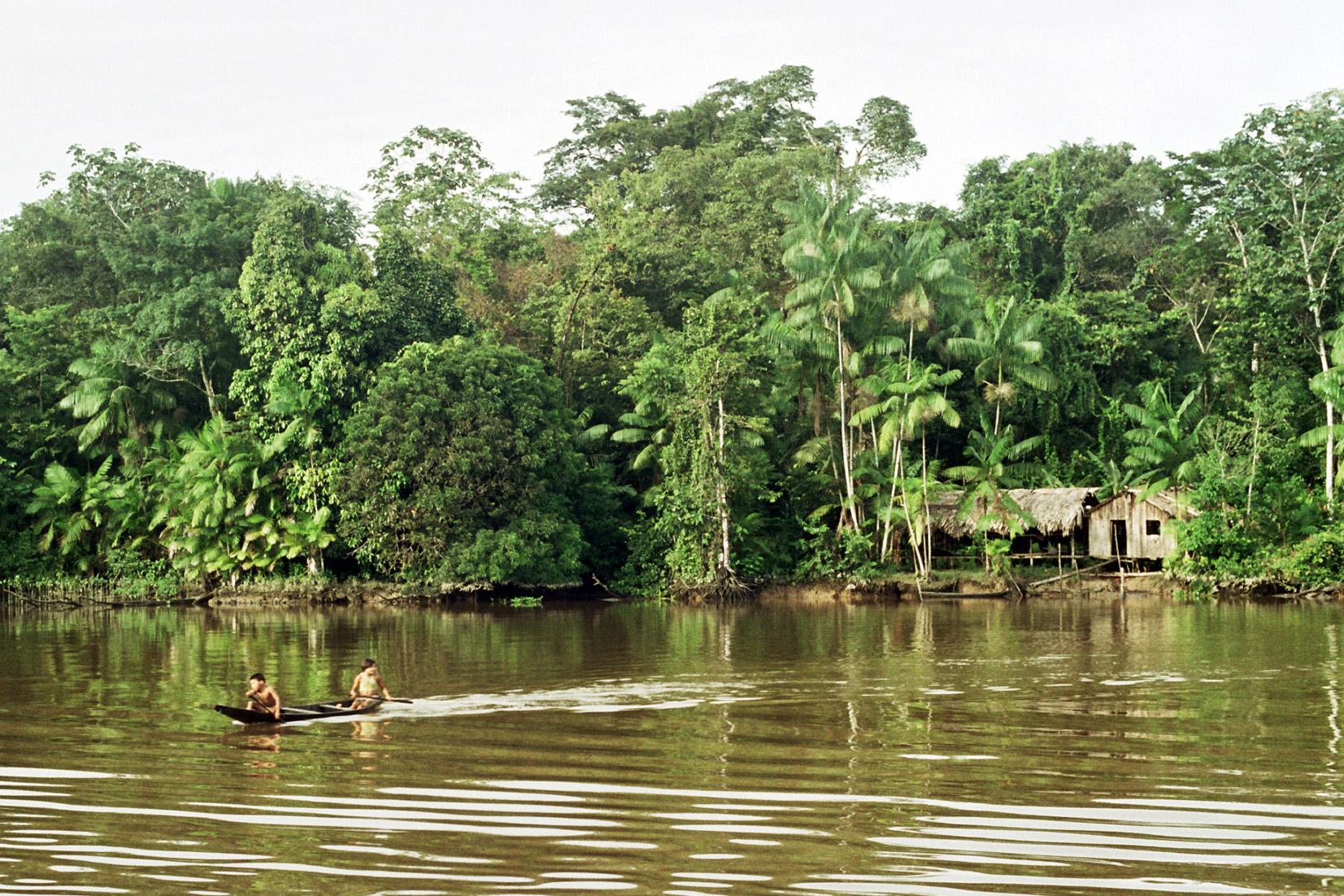
Amazonas

La principal característica sudamericana es el gran desequilibrio en su distribución geográfica. Mientras la gran mayoría se concentra en la costa, enormes regiones del interior quedan prácticamente deshabitadas. Otra característica del subcontinente sudamericano, es su alta tasa de población urbana: tres de cada cuatro latinoamericanos viven en una ciudad.[cita requerida] La selva amazónica peruana, colombiana y brasileña, no escapa a esta realidad; la mayoría de pobladores de la región amazónica se concentran en las ciudades al pie del río Amazonas: Iquitos, Leticia, Manaos y Belém do Pará. La mayoría de los pobladores son colonos y sus descendientes, de origen blanco, mestizo e indígena.
Las principales actividades económicas que se presentan en el río Amazonas y en su región son la exportación a todo el mundo, del caucho y la madera. También la pesca, es primordial en el territorio amazónico, se presentan varias exportaciones de peces hacia toda la región, en general el Pirarocu. La agricultura y exportación de alimentos, tales como la yuca, el plátano y el maíz y frutas típicas de la región como, el Copoazú, Carambola, Arazá, Asaí entre otras; forman parte de la gran variedad de alimentos que produce esta región.
Varios poblados en las llanuras de inundación de presentan problemas de contaminación natural de aguas de pozo, en particular por arsénico y manganeso.

## Comunicaciones

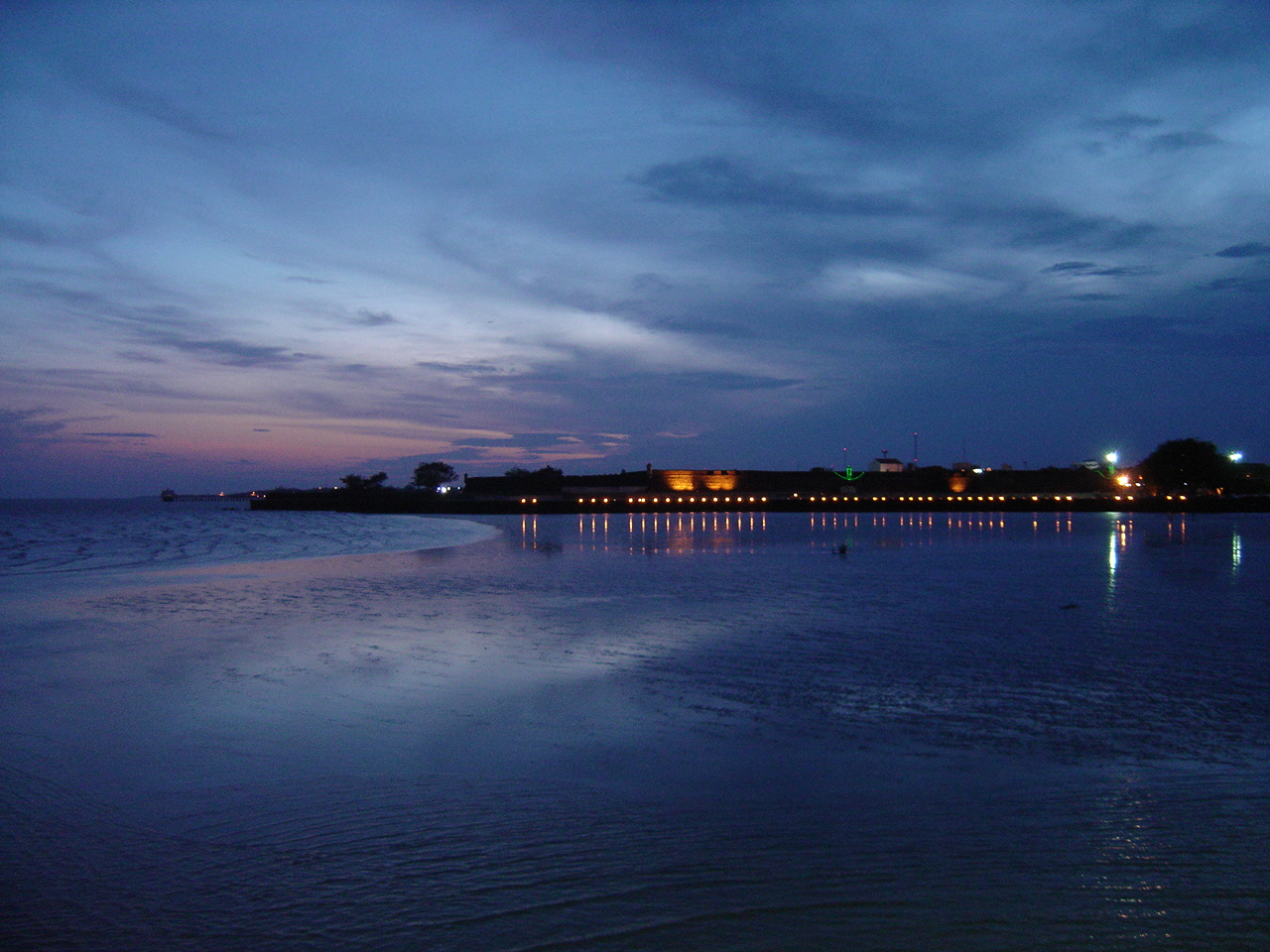
Macapá, capital del estado de Amapá, en la desembocadura del río Amazonas

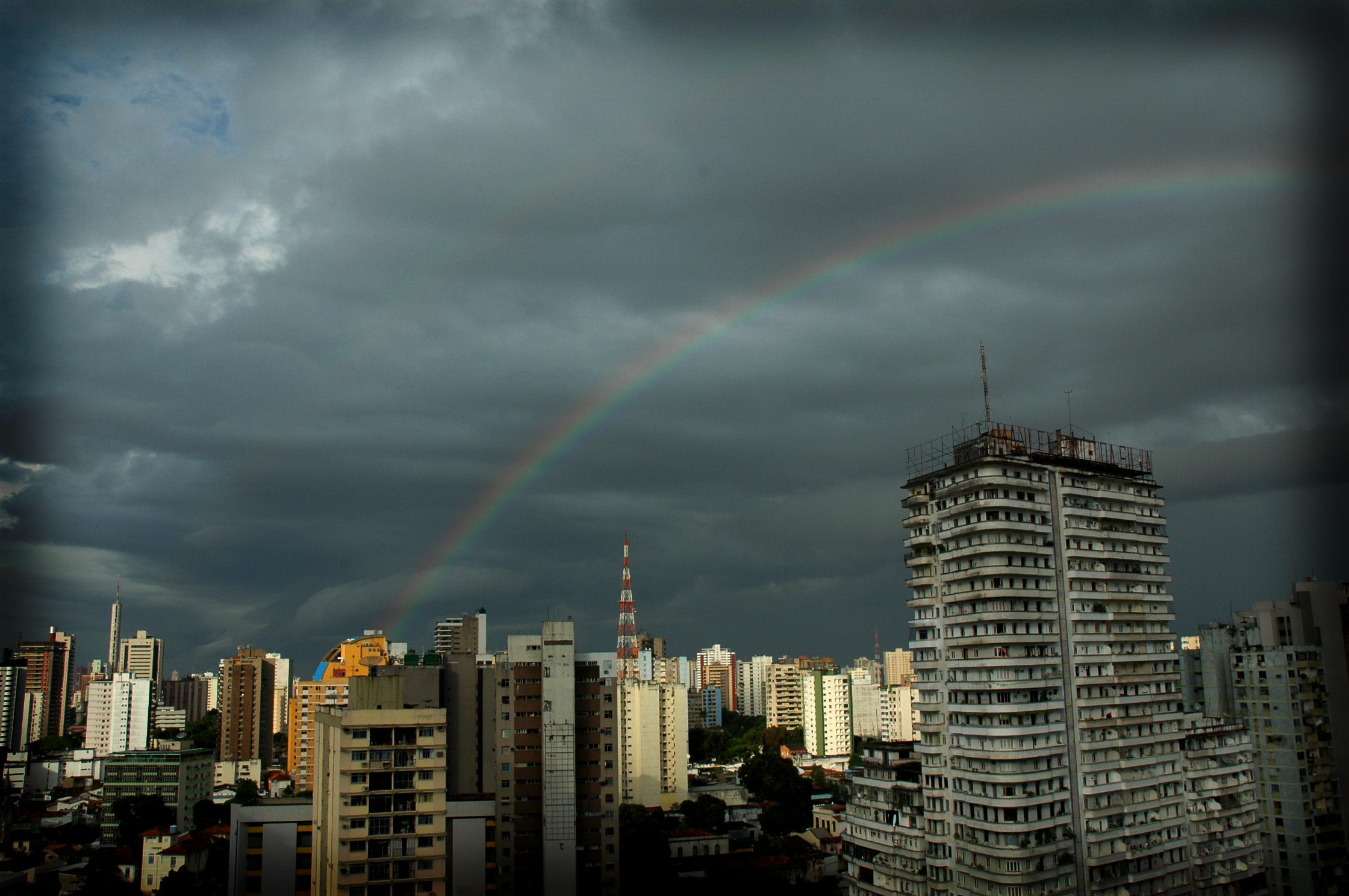
Ciudad de Belém do Pará, Brasil, otro importante centro financiero de la región amazónica brasileña, en el delta del río Amazonas

### Puertos
Los principales puertos en el río Amazonas se encuentran en las ciudades de Iquitos, en el Perú, Leticia en Colombia y Manaos en Brasil. También Belem do Pará (Brasil) ciudad localizada al sur de la isla de Marajó, podría considerarse como un puesto ribereño del Amazonas aunque, con mayor propiedad, quedaría en la margen derecha del río Tocantins después de unirse con el brazo meridional del Amazonas que rodea a dicha isla.

### Carretera Transamazónica
Un poco al sur del Amazonas corre la carretera Transamazónica, como un largo cauce de polvo y barro, el resultado de una de las aventuras de desarrollo más atrevidas que se ha acometido en la región. La carretera, llamada BR-230, imita el curso del río Amazonas pues avanza en forma paralela a este. Tiene, de acuerdo con los números oficiales, 5000 km de largo.

### Ciudades y municipios importantes que atraviesa el río Amazonas
- Iquitos, Perú.
- Caballococha, Perú.
- Santa Rosa del Yavarí, Perú.
- Puerto Nariño, Colombia.
- Leticia, Colombia.
- Tabatinga, Brasil.
- Manaos, Brasil.
- Belem do Pará, Brasil.
- Macapá, Brasil.

## Amazonia

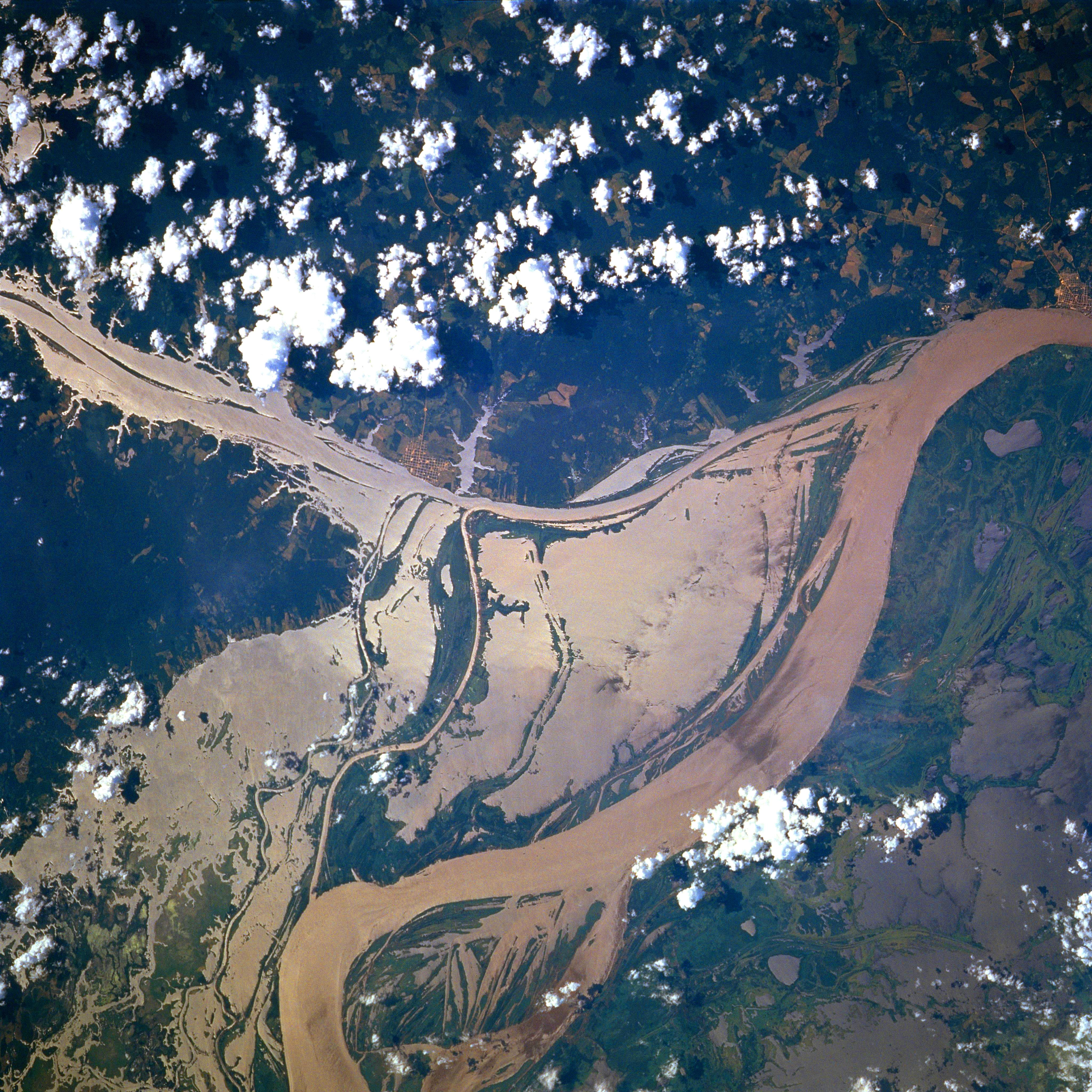
Imagen de satélite (NASA) de un tramo desbordado

Al este de los Andes se extiende la selva amazónica. Se trata de la mayor selva del mundo y posee un enorme valor ecológico, su biomasa es capaz de absorber inmensas cantidades de dióxido de carbono y de expeler la misma en el clímax, bajo los procesos de descomposición. Debido a su vital importancia para el clima mundial, entre otros aspectos, su conservación se ha vuelto un tema de extrema urgencia en los últimos años.
Este bosque ecuatorial debe su origen al clima extremadamente húmedo y cálido de la región. El Amazonas y sus múltiples tributarios fluyen lentamente a través del área, debido al gradiente extremadamente plano: Manaos, a 1600 km del Atlántico, solo está a 44 m s. n. m.
La biodiversidad de la selva amazónica es extraordinaria: la región es el hogar de por lo menos 2.5 millones de especies de insectos, decenas de miles de plantas y unas 2000 de aves y mamíferos: un quinto de todas las especies de aves del mundo se encuentran aquí. La diversidad de especies vegetales es la mayor de la tierra: algunos expertos estiman que 1 km² puede contener hasta 75 000 tipos distintos de árboles y unas 150 000 especies de plantas. Ese mismo kilómetro cuadrado alberga en promedio unas 90 000 toneladas de biomasa vegetal.

### Protector del planeta
La Amazonia se considera como el pulmón del mundo ya que absorbe millones de toneladas del dióxido de carbono presente en la atmósfera. Al disminuir la cantidad mundial de este gas que afecta al planeta, contribuye a frenar el cambio climático.
La selva amazónica constituye la décima parte de todos los bosques del planeta.[cita requerida] Parte del aire que respira la humanidad se purifica en la Amazonia.[cita requerida] Esta purificación del aire la realizan las plantas mediante el proceso de fotosíntesis.
Gran cantidad de dióxido de carbono (CO2) se deriva de la descomposición de materia orgánica, vegetal y animal, una parte sale como gas y otra es convertida en ácido carbónico con el agua de lluvia, lo que da origen a la elevada acidez de los suelos en las selvas y sabanas.[cita requerida]

### Flora y fauna

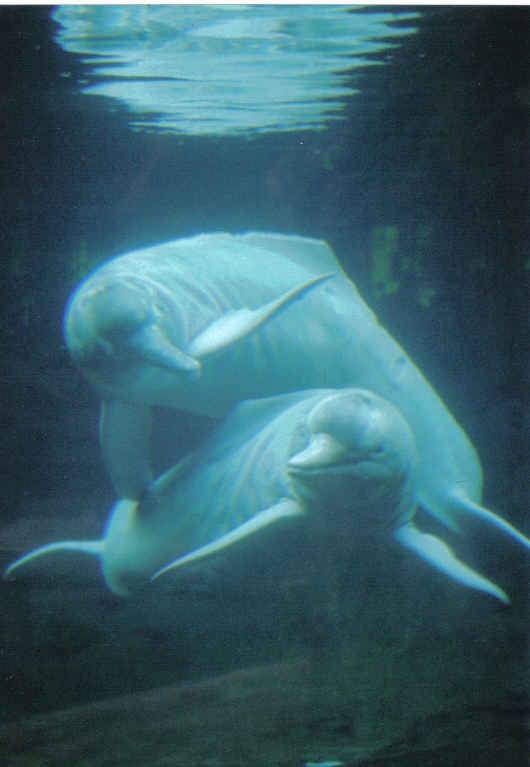
Delfines rosados, únicos del río Amazonas.

Toda la flora y fauna de la selva intertropical húmeda americana está presente en la Amazonía.
Allí existen innumerables especies de plantas, miles de especies de aves, incontables anfibios y millones de insectos todavía sin clasificar.
La fauna es muy variada, desde los insectos más pequeños hasta los grandes mamíferos como
el jaguar,
el puma,
el tapir y
varias especies de venados.
También hay reptiles como
tortugas,
caimanes,
babillas y
serpientes.
Hay aves y peces de todas las especies, plumajes y escamas.
En las lagunas a lo largo del Amazonas florece la planta Victoria regia, una especie de nenúfar cuyas hojas circulares alcanzan más de un metro de diámetro y en ocasiones, hasta 5 m, lo que ha dado pie al mito de que una de estas hojas puede sostener a una persona, lo cual es falso.

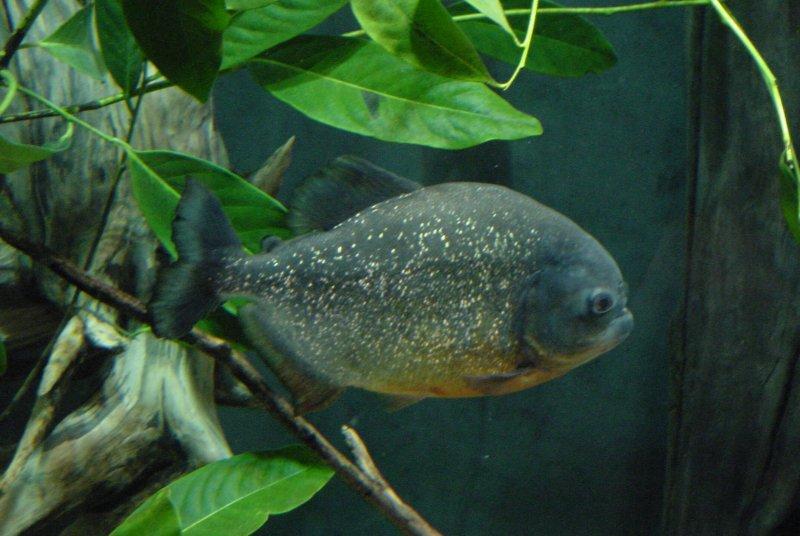
Piraña.

La inmensa selva ecuatorial oculta una fauna abundante, aún pendiente de una clasificación completa. En la Amazonia existen 4000 especies de mariposas, más de 3000 de peces de agua dulce,
1700 de aves, y el 20 % de las especies de primates del planeta. Bajo su extraordinaria frondosidad conviven diferentes hábitats y la mayor diversidad genérica del reino animal. La riqueza biológica se explica porque durante millones de años el ecosistema amazónico ha permanecido inalterado.
Es tan amplio su aporte en especies de peces y plantas acuáticas que enumerarlas todas no es tarea fácil. Para los aficionados al acuarismo, se trata de la fuente que provee la mayor cantidad de especies piscícolas que pueblan los comercios y acuarios de todo el mundo.
También alberga una gran cantidad de anfibios de todo tipo, como ranas, sapos, tritones, salamandras y anfibios aún sin conocer.
Tras recorrerlo en una de sus expediciones, el famoso oceanógrafo Jacques-Yves Cousteau llegó a afirmar que «hay más especies de peces en el Amazonas que en el océano Atlántico».